# 我和我的祖国
「我和我的祖国」（がわがてきそこく、ピン音：Wǒ he Wǒde Zǔguó）は、中華人民共和国（中国）の愛国歌。瀋陽音楽学院所属の音楽家、張藜の作詞、秦咏誠の作曲による中国の国土への熱烈な愛情を表現した歌曲である。
日本語では、「私と私の祖国」、「私とわが祖国」、などと説明的に訳されることがある。

## 概要
作詞者の張藜と作曲者の秦咏誠は、ともに大連市の出身である。1984年、秦咏誠は張藜の求めに応じ、張が書いた歌詞に「海浜音詩」に似た旋律をつけた。この時、秦は20分でこの曲を書き上げたが、張の歌詞は半年以上前に広西チワン族自治区に赴いた際に、南方の風景に触発されて書かれたものであった。歌詞の内容は、川が流れてやがて海に注ぐ様子に託し、ひとつひとつの水滴である国民がひとつの大きな海に至ることを歌い、愛国心を発揚するものとなっている。
この曲は、有名な歌手である李穀一（李谷一）が歌ったことをきっかけに、広く流行した。
歌い出しが高い音から下降するような曲調になっているこの曲は、8分の6拍子で書かれており、軽く跳ねるような感じであるが叙情に乏しいわけではない。

## 運用
2011年の中国共産党結党90周年を祝う事業においては、他の愛国歌とともにこの曲がしばしば取り上げられた。
2016年にはSNH48が、ラップを盛り込んだ編曲によって、この曲のミュージック・ビデオを発表して話題となった。
2019年には、中華人民共和国の建国70周年を祝う事業のひとつとして、各地の民衆が多人数でこの曲を合唱する行事が展開され、それを捉えた映像作品も多数制作された。またこの曲を主題とした映画『我和我的祖国』が、国慶節前日の2019年9月30日に公開された。この映画版の主題歌は王菲が歌っている。
2020年10月30日、邦題を「愛しの母国」とした日本語字幕版が正式に上映された。この日本語字幕版は名義上アジア太平洋観光社が制作し、wow cool entertainment社が配給を行なった。なお2020年10月1日上映の姉妹版映画「我和我的家乡」（邦題は愛しの故郷）も同年11月6日に日本公開されている。
2022年2月4日の冬季北京オリンピックの開会式では、国歌掲揚前のBGMとして使用された。インストルメンタルで、一般人少年によるトランペット演奏であった。